# Karl Ludwig Sander
Karl Ludwig Gotthard Sander (* 9. März 1859 in Antonhof, Provinz Posen; † im 20. Jahrhundert) war ein deutscher Mediziner, der als Erforscher von Tierseuchen im Dienst der Kolonialverwaltung, hauptsächlich von Deutsch-Südwestafrika, stand.

## Lebensweg
Sander besuchte das Gymnasium in Lissa in der preußischen Provinz Posen und studierte anschließend Medizin in Breslau, Greifswald und Jena. Im Herbst 1882 trat er in die Kaiserliche Marine ein. 1884/85 unternahm er eine erste Reise nach Sansibar, 1890 war er auf der Korvette Carola erneut vor Ort und war während des Aufstands der ostafrikanischen Küstenbevölkerung eingesetzt. Danach schied er im Dienstgrad Stabsarzt aus dem Marinedienst aus. Von 1891 bis 1893 war er am Hygienischen Institut der Universität Berlin tätig.
1893 hielt Sander einen Vortrag über Viehseuchen in Afrika und Mittel zu ihrer Bekämpfung vor den Abteilungen Tropenhygiene und Veterinärmedizin der Gesellschaft Deutscher Naturforscher und Ärzte (GDNÄ). Hierbei bezog er sich auf Berichte deutscher Händler und Beamter aus Deutsch-Ostafrika und ließ wissenschaftliche Berichte, zum Beispiel von britischen Veterinären, außer Acht. Auf Basis dieser unzureichenden Informationslage kam Sander zu dem Schluss, dass, zur Bekämpfung speziell in Afrika vorkommender Tierseuchen, Experten vor Ort mit bakteriologischem Gerät und Kenntnissen zur Entwicklung von Impfstoffen, so wie der Humanmediziner Sander selbst, erforderlich seien. Die GDNÄ folgte dieser Sicht und veranlasste am 18. Oktober 1893 eine Eingabe an die Deutsche Kolonialgesellschaft mit der Bitte um Finanzierung einer Expedition zur Erforschung dieser Seuchen zunächst nach Deutsch-Ostafrika. Das Ziel der Reise wurde am 2. November nach Deutsch-Südwestafrika verlegt. Folgerichtig wurde Sander, und nicht etwa ein Tiermediziner, mit der Reise betraut. Sanders Eignung war zuvor von mehreren Seiten bestätigt worden. Die Abreise erfolgte am 30. November.
Die Änderung des Reiseziels hatte vor allem militärische Gründe, da sich ab April 1893 Hendrik Witbooi, Kaptein des mit den Nama verwandten gleichnamigen Volks der Witbooi, gegen die deutsche Kolonialmacht erhoben hatte und die Bekämpfung der dort üblicherweise von Dezember bis März auftretenden Afrikanischen Pferdepest somit zur Mobilisierung der Truppen Priorität hatte. Sander reiste mit dem späteren Gouverneur der Kolonie Theodor Leutwein nach Deutsch-Südwestafrika und betrieb dort bis 1894 Forschungen, so in den Naukluftbergen, die Witbooi als Versteck gedient hatten. In der Folge gelang es Sander allerdings nicht, den Erreger der Pferdepest zu finden, da sein Ansatz, die Krankheit würde von einem bestimmten Milzbranderreger ausgehen, falsch war, was 1896 von dem Veterinär Wilhelm Rickmann auch nachgewiesen wurde.
Trotz dieses Fehlschlags war Sander von der Richtigkeit seiner These, afrikanische Tierseuchen müssten über bakteriologische Wege bekämpft werden, weiterhin überzeugt. So verfasste er nach seiner Rückkehr eine Denkschrift, in der er die Schaffung eines bakteriologischen Instituts in der Kolonie forderte.
Nach dem kurzen Deutschlandaufenthalt war Sander dann von Mai 1896 bis 1899 als Generalvertreter der Südwestafrikanischen Gesellschaft erneut vor Ort. In diese Zeit fiel auch das Rinderpestjahr 1897/98. Auch an der Bekämpfung dieser Seuche beteiligte sich Sander durch Forschungsarbeit. 1901 wechselte er nach Deutsch-Ostafrika, wo er als Arzt tätig war. 1902 führte er für das Gouvernement eine Expedition zum Kilimandscharo zur Erforschung der Tsetsefliegen. 1902 kehrte er nach Deutschland zurück und war in Hamburg am Institut für Schiffs- und Tropenkrankheiten (Hamburg; heute: Bernhard-Nocht-Institut für Tropenmedizin) tätig. Von Ende 1904 bis 1910 war er Sekretär der Deutschen Kolonialgesellschaft und wurde anschließend pensioniert. 1911/13 lebte er in Gnadenberg im Landkreis Bunzlau, ab dem 1. Nov. 1913 in Elsenau im Kreis Wongrowitz im Wartheland.

## Schriften (Auswahl)
- Wachstum  der  Tuberkelbazillen  auf  pflanzlichen Nährböden.
- Vortrag  Sadoka  in  Ostafrika. Nürnberg, 1893.
- Die Viehseuchen in  Deutsch Südwestafrika ihre wirtschaftliche Bedeutung und Mittel zu ihrer Bekämpfung. o. O., 1894.
- Ein  Vorschlag  zur Erschließung  von  Südwestafrika. o. O., 1895.
- Die Wanderheuschrecken und ihre Bekämpfung in unseren afrikanischen Kolonieen. D. Reimer (E. Vohsen), Berlin 1902.
- Die  Tsetsen. Archiv  für  Schiffs-  u.  Tropenhygiene, 1904.
- Tropische  Tierseuchen  (Trypanosomenkrankheiten). In: Menses Handbuch der Tropenkrankheiten. 1906.
- Geschichte  der Deutschen  Kolonialgesellschaft  für  Südwestafrika. 1911.
- weitere wissenschaftliche und auch belletristische Aufsätze, unter anderem veröffentlicht in der Deutschen Kolonialzeitung.